# Aurélio Peres
Aurélio Peres (Bilac, 31 de julho de 1939) é um filósofo, torneiro mecânico e político brasileiro, outrora deputado federal por São Paulo.

## Dados biográficos
Filho de Antônio Peres e Maria Cáceres. Graduado em Filosofia no Seminário Central Maria Imaculada em 1968, diplomou-se nos cursos de torneiro mecânico, fresador e ferramenteiro no Serviço Nacional de Aprendizagem Industrial (SENAI), também no estado de São Paulo, em 1973. Sua atuação junto à Pastoral Operária o levou à prisão numa seção do DOI-CODI vinculada ao II Exército em setembro do ano seguinte, até ser libertado sob intercessão da Arquidiocese de São Paulo logo a seguir, assumindo a coordenação do Movimento do Custo de Vida e em 1976 tornou-se funcionário da Caloi.
Eleito deputado federal pelo MDB em 1978, seguiu rumo ao PMDB com o retorno do pluripartidarismo em 1980 e nesta legenda renovou o mandato em 1982. Durante a legislatura, votou a favor da Emenda Dante de Oliveira em 1984 e em Tancredo Neves no Colégio Eleitoral em 1985. A doença e morte do presidente eleito levaram José Sarney à presidência da República e no governo deste uma Emenda Constitucional permitiu a livre criação de partidos políticos, razão pela qual Aurélio Peres ingressou no PCdoB àquele ano. Não reeleito em 1986, retomou o trabalho na Caloi e depois tornou-se funcionário da Eletropaulo, então uma estatal, aposentando-se em 1995.
Opositor do Regime Militar de 1964, foi indenizado em 2009 em razão das torturas que sofreu.